# انفیلد (کنتیکت)
انفیلد (به انگلیسی: Enfield) یک منطقهٔ مسکونی در ایالات متحده آمریکا است که در شهرستان هارتفورد، کنتیکت واقع شده‌است. انفیلد ۸۸٫۶ کیلومتر مربع مساحت و ۴۴٬۶۵۴ نفر جمعیت دارد و ۱۷٫۰۷ متر بالاتر از سطح دریا واقع شده‌است.